# El Negrito (ort)
El Negrito är en ort i Honduras.   Den ligger i departementet Departamento de Yoro, i den västra delen av landet, 150 km norr om huvudstaden Tegucigalpa. El Negrito ligger 231 meter över havet och antalet invånare är 9 303.
Terrängen runt El Negrito är huvudsakligen kuperad, men åt sydväst är den bergig. Runt El Negrito är det ganska tätbefolkat, med 52 invånare per kvadratkilometer. Närmaste större samhälle är El Progreso, 14,1 km nordväst om El Negrito. Omgivningarna runt El Negrito är en mosaik av jordbruksmark och naturlig växtlighet.